# ゲオルク・プールバッハ

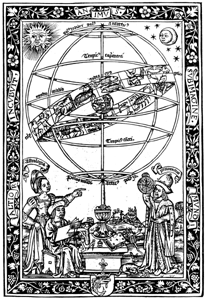
Georg von Peuerbach: 「惑星の新理論」, Paris 1515

ゲオルク・プールバッハ（Georg Purbach、1423年5月30日 - 1461年4月8日）は、15世紀のオーストリアの天文学者。西洋における観測天文学の父とも呼ばれ、科学機器を発明し、プトレオマイオスの天動説理論『アルマゲスト』を踏まえた『惑星の新理論』を発表している。『アルマゲスト』の翻訳を改訂・修正したレギオモンタヌス（ヨハン・ミューラー）の師である。ポイエルバッハ（Georg von Peuerbach）、プルバキウス（Purbachius）などとも表記される。
オーストリアのリンツに近いポイエルバッハ（Peuerbach）に生まれた。1440年頃ウィーン大学で学位を得た。数学の師はグムンデンのヨハネスとされている。フェラーラの天文学教師ジョヴァンニ・ビアンキーニ（Giovanni Bianchini）やニコラウス・クザーヌスに認められフェラーラで天文学を教えた。1450年にボローニャやパドヴァ大学の教授職、ハンガリー王ラディスラウスの宮廷天文官の席を断ってウィーン大学に戻り、教授となった。最も有名な弟子は後にレギオモンタヌスと称したヨハン・ミューラーである。ウィーンで没した。プールバッハの著書の多くは彼の没後、レギオモンタヌスによって出版された。
基準にする恒星に対する月や惑星の角度を測るための「ヤコブの杖」と呼ばれる器具などの発明者とされる。またユードクソスの同心球宇宙のモデルとプトレマイオスの離心円の宇宙論を統一しようとしたことで知られる。

## 主な著書
- Theorica nova planetarum, id est septem errantium siderum nec non octavi seu firmamenti (『惑星の新理論』初版は Nurembergで1472年にレギオモンタヌスにより出版され、ミラノや Ingolstadtでも出版された)
- Sex primi libri epitomatis Almagesti (『アルマゲスト』、レギオモンタヌスにより完成、1496年にヴェネツィア、1534年にバーゼル、1550年に Nurembergで出版);
- Tabula eclypsium super meridiano Viennensi (『食表』、2版が1514年にウィーンで出版);
- Quadratum goemetricum meridiano (1516年Nurembergで出版);
- Nova tabula sinus de decem minutis in decem per multas, etc., (レギオモンタヌスにより完成、1541年Nurembergで出版)